# Абіх Герман Вільгельмович
Абіх Герман Вільгельмович (Отто Вільгельм Герман фон Абіх, нім. Otto Wilhelm Hermann von Abich; 11 грудня 1806, Берлін — 2 липня 1886, Відень) — німецький геолог, натураліст і мандрівник; академік з 1853 року і почесний член з 1866 року Петербурзької академії наук. Один із мінералів названо абіхитом, на честь вченого.

## Біографія
Народився 11 грудня 1806 року в місті Берліні (нині Німеччина). Його батько був гірничим радником, мати — дочкою хіміка Мартіна Клапрота. Вивчав природничі науки в Берлінському університеті, був учнем Александера Гумбольдта, Карла Ріттера, Леопольда Буха. 1831 року, по закінченню університету, захистив у ньому дисертацію з мінералогії та здобув ступінь доктора філософії.
Протягом 1833—1836 років в Італії вивчав активні й згаслі вулкани — Везувій, Етну, Стромболі та інші. У 1841—1844 роках — ординарний професор кафедри геології та мінералогії Дерптського університету. З весни 1844 року перебував у відрядженні на Південному Кавказі, де всебічно дослідив руїни давньої вірменської столиці Ані й склав перший детальний план городища. У подальшому до 1876 року велику частину часу провів у постійних наукових подорожах країнами Кавказу, горами Вірменії, Північної Персії з метою метеорологічних і гіпсометричних спостережень, а також дослідження будови ґрунту, мінеральних багатств, фізичної географії, етнографії та історії цих областей. Одним з перших поставив хімічні проблеми в петрографії і вказав на значення польового шпату для вивержених порід.
1877 року переїхав до Відня, де зайнявся зведенням і виданням своїх праць. Помер у Відні 2 липня 1886 року. Похований у місті Кобленці (нині земля Рейнланд-Пфальц, Німеччина).

## Праці
Науковий доробок вченого становить понад 200 опублікованих статей та монографій, неопубліковані рукописи, листи і подорожні нотатки, архівні матеріали та палеонтологічні колекції, що зберігаються в архівах і музеях Росії, Німеччини та Австрії. Серед праць:
- «Erläuternde Abbildungen von geologischer Erscheinungen, beobachtet am Vesuv und Aetna 1833 und 1834» (Берлин, 1837) (перекладено французькою мовою);
- «Beschreibung zweiter Apparate zur Beschtimmung der Dampfe der Fumarolen und der in Mineralwassern enthald. Kolensshaure» (Pogg. Anal., XLII, 5);
- «Beitrage zur Kenntniss des Feldspats» (Pogg. Anal., L);
- «Ueber Anorthit, Pseudo-Albit Periklinetc» (Pogg. Anal., L, 1);
- «Ueber die Natur und den Zusammenhang der vulkanischen Bildungen» (Брауншвейг, 1841);
- «Ueber die geologische Natur des armenischen Hochlandes» (Дерпт, 1843);
- «Sur les ruines d'Ani» (1845);
- «Ueber Natronseen auf der Araxes-Ebene» (1846);
- «Geologische Skizzen aus Transcaucasien» (1846);
- «Einige Notizen uber die Orographie von Dagestan» (1847);
- «Auszug aus einem Briefe an I. Fritzsche» (1847);
- «Meteorologische Stationen in Transcaucasien und erste in denselben erhaltene Resultate» (1848);
- «Die Besteigung des Ararat am 29/Iuli 1845» (1849);
- «Meteorologische Beobachtungen im Transcaucasien» (1850);
- «Ueber die Soda der Araxes-Ebene in Armenien» (1850);
- «Ueber einen in der Nahe von Tula stattgefundenen Erdfall» (1854);
- «Sur les derniers tremblements de terre dans la Perse septentrionale et dans le Caucase» (1855);
- «Ueber ein schwefelreiches Tufgestein in der Thalebene von Dyadin» (1855);
- «Vergleichende chemische Untersuchungen der Wasser des Caspischen Meeres, Urmia und Van See's» (1856);
- «Tremblement du terre observe a Tebriz en septembre» (1856);
- «Ueber das Steinsalz und seine geologische Stellung im russischen Armenien» (1857);
- «Ueber die neue geologische Karte von Europa von Andre Dumont» (1857);
- «Vergleichende geologische Grundzuge der Kaukasischen, Armenischen und Nordpersischen Gebirge. Prodromus einer Geolgie der Kaukasischen Lander»;
- «Ueber die Erscheinungen brennenden Gases im Krater Vesuvs im Iuli 1857» (1858);
- «Ueber Manganerze in Transcaucasien» (1858);
- «Beitrage zur Palaontologie des asiatischen Russlands» (1859);
- «Bericht an die physikalisch-mathematische Classe der Kaiserlische Akademie der Wissenschaften» (1859);
- «Aus einem Briefe an den bestandigen Secretar» (1859);
- «Extrait d'une lettre a M. Baer» (1859);
- «Ueber einen bei Stawropol gefallenen Meteorstein» (1860);
- «Extrait d'une lettre a M. Fritzsche sur un voyage au Dagestan» (1860);
- «Sur la structure et la geologie du Daghestan» (1862);
- «Ueber eine im Caspischen Meere ersch enene Insel nebst Beitragen zur Kenntniss der Schlammvulkane der caspischen Region» (1863);
- «Einleitende Grundzuge der Geologie der Halbinseln Kertsch und Taman» (1865);
- «Beitrage zur geol. Kenntniss der Thermalquellen in Kaukasischen Landern» (Tiflis, 1865, 595 стор.)
- «Zur Geologie des Sudostlichen Kaukasus» (1866);
- «Отчёт по исследованию месторождений нефти в Закавказском крае и на Таманском полуострове» (Тифліс, 1867, 56 стор.);
- «Ueber das Vorkommen des brenbaren Kohlenwasserstoff in den Gasgemengen der Kaukasischen Thermen» (1867);
- «Geologische Beobachtungen auf Reisen in den Gebirgsländern zwischen Kur u. Araxes» (Санкт-Петербург, 1868);
- «Geologische-Eorschungen in den kaukas. Ländern» (I т., Відень, 1878);
- «Ueber krystallinischen Hagel im unteren Kaukasus» (Відень, 1879);
- «Геология Армянского нагорья. Западная часть…», [б. м.], 1899.